# Schipkapass
Der Schipkapass ist ein historisch bedeutender Gebirgspass im bulgarischen Balkangebirge. Mit seiner Höhe von 1185 Metern über dem Meeresspiegel ist er einer der höchstgelegenen Pässe in Bulgarien überhaupt.

## Lage und Namensgebung
Der Schipkapass ist ein Knotenpunkt zwischen Nord- und Südbulgarien an der Grenze der Regionen Gabrowo und Stara Sagora beziehungsweise den Städten Gabrowo in Nordbulgarien mit Kasanlak in Südbulgarien. Kasanlak wurde im 14. Jahrhundert sogar eigens zum Schutz des Passes gegründet. Die über den Pass verlaufende Straße wurde bereits in früheren Jahrtausenden angelegt und verbindet Thrakien mit der Donauebene.
Der Pass ist nach der kleinen Stadt Schipka, Bulgarisch für Hagebutte, (Lage, 548 m) an seinem Südhang benannt. Die relativ gut ausgebaute Passstraße ist leicht passierbar und verkehrsmäßig, vor allem militärisch, von hoher strategischer Bedeutung. In unmittelbarer Nähe vom Schipkapass verläuft die Europastraße 85 und zweigen die nach Plewen (Плевен), Lowetsch (Ловеч), Sewliewo, Russe über Weliko Tarnowo und Schumen nach Edirne (heute Türkei; bulg. Одрин / Odrin) führenden Verkehrswege ab.
Nachbarorte sind Gabrowo und Plewen im Norden sowie Kasanlak und Stara Sagora im Süden.
Über den Schipkapass verläuft der Bergwanderweg Kom–Emine als Teil des Europäischen Fernwanderwegs E3.

## Geschichte

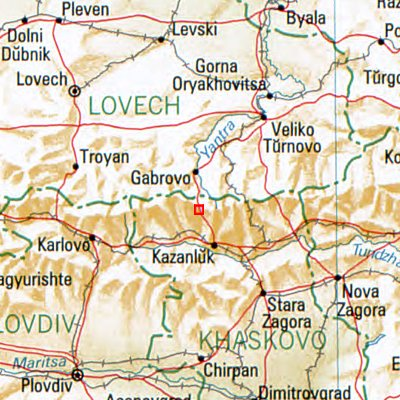
Schipkapass (rotes Viereck)

### Gotisch-römische Auseinandersetzungen
Bereits in der Antike war der Pass Schauplatz von Kämpfen zwischen Goten und Römern gewesen. Im 3. Jahrhundert nutzte der Gotenkönig Kniva den strategisch wichtigen Raum für seine Raubzüge in die römischen Provinzen Moesia und Dakien. Im Herbst 377 sperrten die römischen Truppen alle wichtigen Balkanpässe, um ein erneutes Vordringen der Goten von Norden nach Süden über die Donau hinweg auf das römische Reichsgebiet zu vereiteln. Kernpunkt dieser befestigten Verteidigungslinie war der Schipkapass, von dem eine wichtige Straße in das südlich gelegene Tal der Maritza führte. Nachdem der Angreifer noch vor Beginn des gefürchteten Wintereinbruchs damit begann, die Römer einzukesseln, ließ der damalige Oberkommandierende, Frigeridus, die Stellungen räumen und setzte sich zum Pass von Succi ab, um eine neue Verteidigungslinie aufzubauen.

### Schlacht am Schipkapass

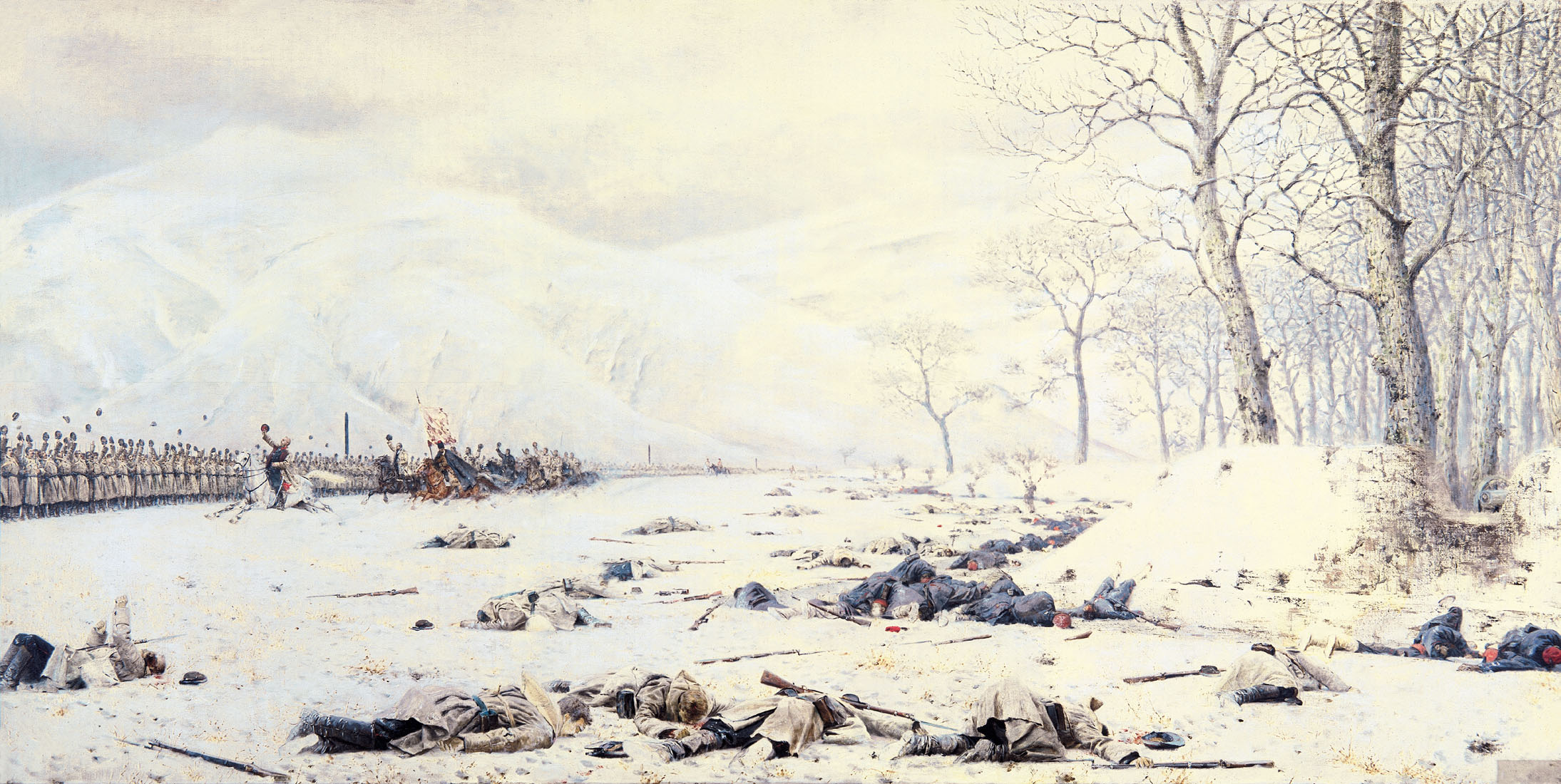
W. W. Wereschtschagin: Schlachtfeld nahe Schipka

1877 und 1878 fanden dort während des Russisch-Osmanischen Krieges wichtige Schlachten zur Befreiung Bulgariens statt. Als die russischen Truppen Anfang August aus Thrakien vertrieben wurden und sich auf die Nordseite des Balkangebirges zurückzogen, wurde der Schipkapass von ihnen behauptet und rasch befestigt. Vom 21. bis zum 26. August 1877 versuchte Süleiman Pascha durch immer neue Angriffe die russische Stellung zu erstürmen, wurde aber unter ungeheuren Verlusten von den Russen unter Führung ihres Generals Fjodor Fjodorowitsch Radezki zurückgeschlagen. Ein zweiter Versuch (17. September 1877) misslang ebenfalls. Die Türken mussten sich auf die Beobachtung und gelegentliche Kanonade der russischen Stellung beschränken, bis die Russen Anfang Januar 1878 wieder zum Angriff übergingen. Am 9. Januar konnte nach heftigem Kampf die ganze türkische Armee (32.000 Mann) gefangen genommen werden und die Russen drangen von neuem in Rumelien ein. – Die verlustreichen Kämpfe am Schipkapass hatten großen Einfluss auf das Werk des russischen Schlachtenmalers Wassili Wassiljewitsch Wereschtschagin, der die Kämpfe beobachtete.
Im bulgarischen Nationalbewusstsein ist die Schlacht um den Schipkapass tief verankert geblieben als der entscheidende Kampf für die Befreiung Bulgariens vom türkischen Joch. Sie war aber militärisch weniger bedeutend als die Schlacht von Plewen.

### Schipkadenkmal

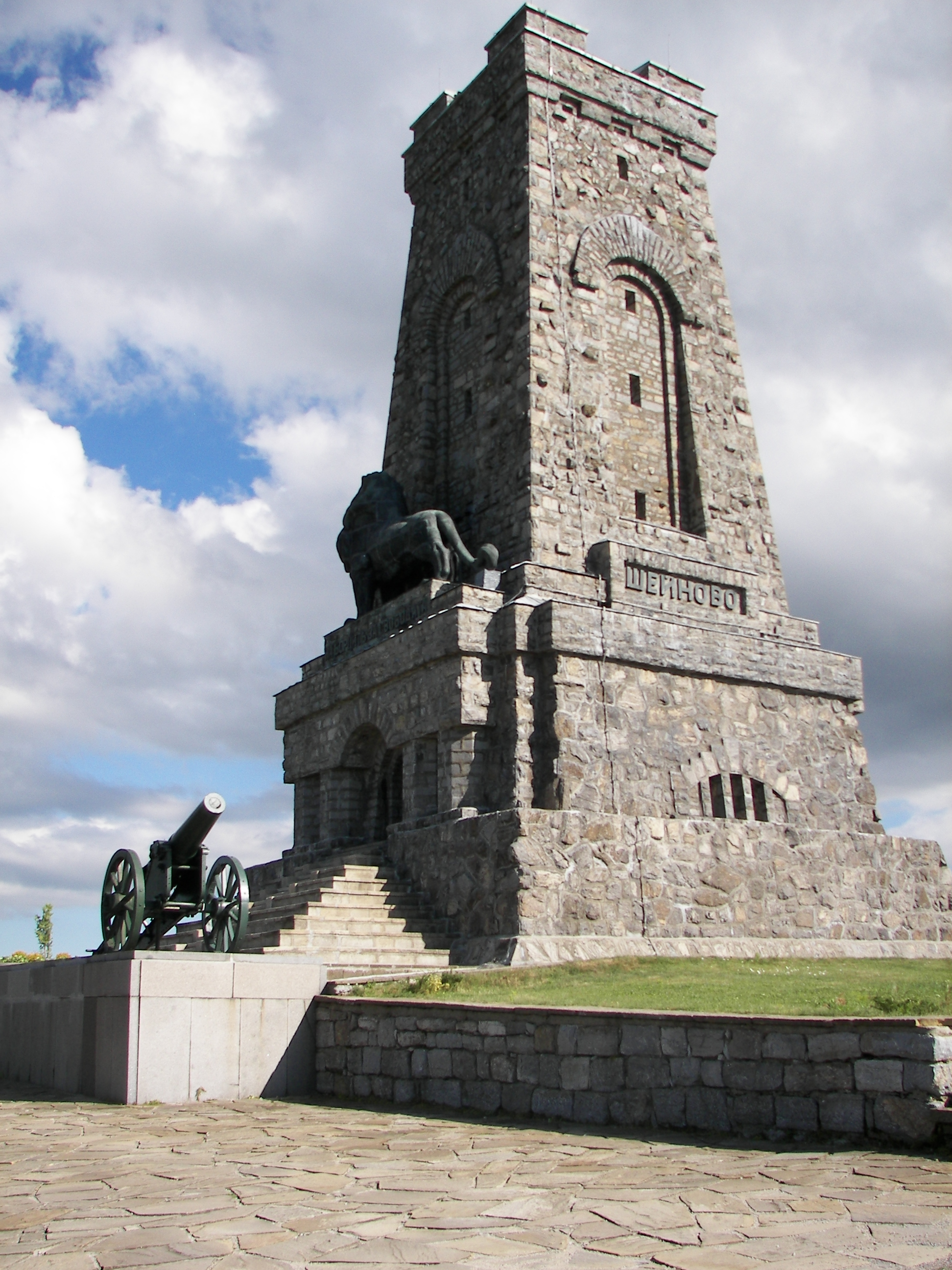
Schipkadenkmal

Zum Gedenken an diese wichtige Schlacht in der bulgarischen Geschichte wurde ein Nationaldenkmal in Auftrag gegeben. Das Schipkadenkmal ist ein gewaltiges Feldsteinmonument in Sichtweite des Passes auf dem früheren Schlachtfeld. Es wurde aus Spenden errichtet und am 26. August 1934 eingeweiht. Der pyramidenförmige Turm ist 31,5 m hoch und besteht aus fünf Etagen. In der ersten Etage steht ein Marmor-Sarkophag mit einigen Gebeinen der Kämpfer vom Schipkapass. Auf den anderen Etagen sind Kopien von bulgarischen Truppenfahnen und andere Reliquien ausgestellt. Die oberste Plattform ist nur fußläufig über hunderte von Stufen erreichbar.
Über dem Eingang zum Denkmal steht ein aus Bronze gegossener Löwe von 8 m Länge und 4 m Höhe. Der Löwe ist das Wappentier Bulgariens und symbolisiert auch gleichzeitig Mut und Tapferkeit der Verteidiger.
Mit dem Denkmal wird der Helden der (ersten) Schlacht am Schipkapass gedacht (nach gregorianischem Kalender vom 9. bis 11. August 1877). Hier verteidigten sich unter der Führung von General Stoletow 5.500 Russen mit 27 Geschützen und bulgarische Freiwillige gegen 27.000 Türken unter Süleiman Pascha.
Das Denkmal ist Teil eines ganzen Museumsparks, in dem außerdem ein Monument für den russischen Zaren Alexander II. errichtet wurde, der persönlich an den Schlachten teilnahm. Historische Kanonen umgeben diesen ebenfalls aus Granitsteinen bestehenden Obelisken.
Oberhalb des Ortes Schipka befindet sich eine russisch-orthodoxe-Kirche, die als Gedächtniskirche für die Toten dieser Schlachten gestaltet ist. Sie wurde dem bulgarischen Volk vom russischen Zaren zum Geschenk gemacht.

### Zweiter Weltkrieg
Im Zuge des Angriffs auf Jugoslawien und Griechenland zu Beginn des Balkanfeldzugs 1941 marschierten deutsche Infanteristen aus ihren Bereitschaftsstellungen über den Schipkapass. Später wurde am Schipkapass eine Funkmessstellung der 3. Ordnung errichtet und mit einem Freya-Gerät ausgestattet. Die Situation änderte sich, als in Rumänien Ion Antonescu im August 1944  gestürzt wurde und die führenden Kräfte im Land sich dem Diktat der Sowjetunion über eine Weiterführung des Krieges gegen Deutschland fügen mussten.

## Pass und Schlacht als Namensgeber

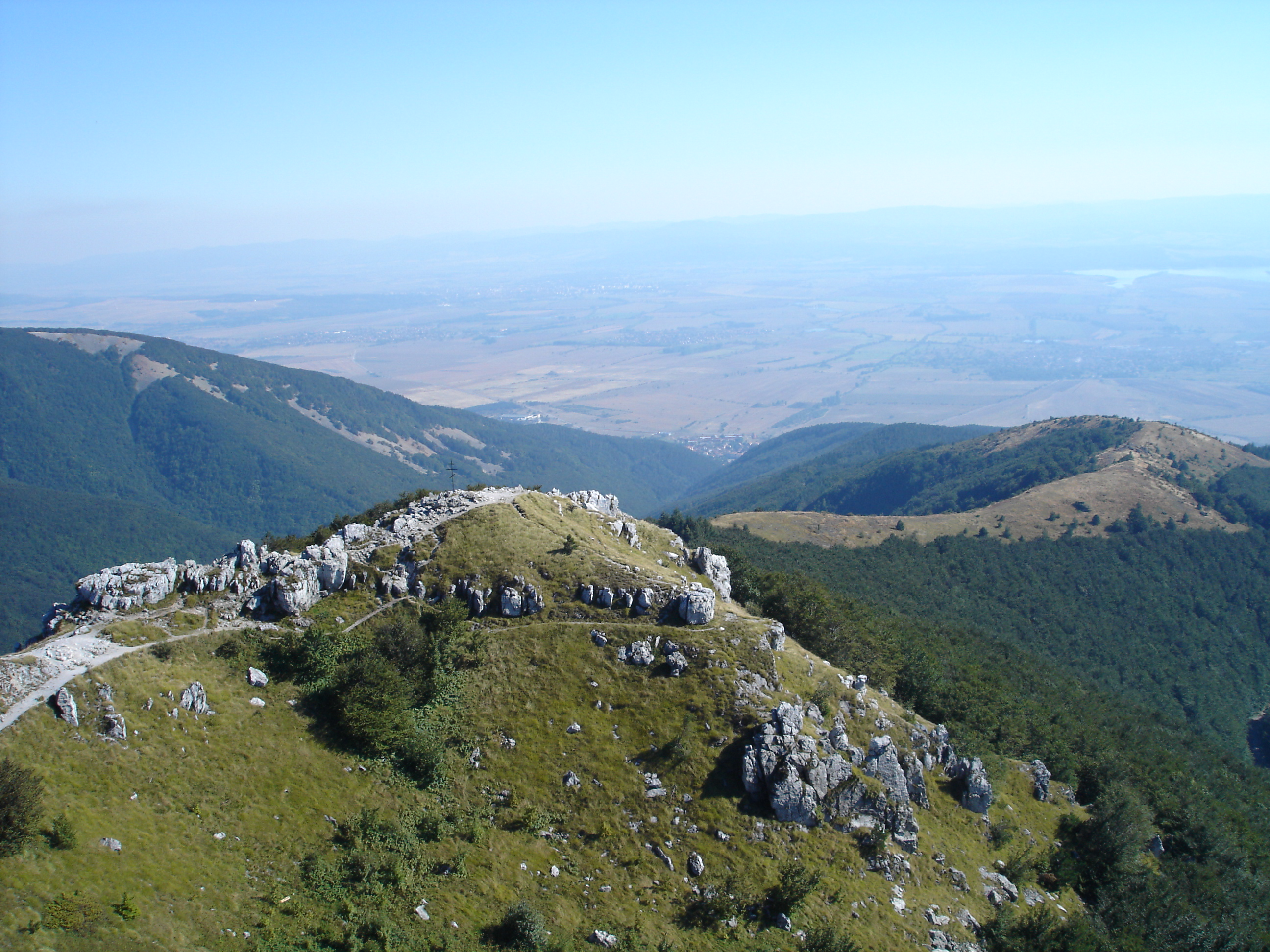
Ausblick über den Schipkapass

### Schipka (Auswahl)
Wegen der allseits bekannten Vergangenheit in der bulgarischen Geschichte ist Schipka (Шипка) ein wohlklingender Name in Bulgarien. Er wird seit Jahrzehnten als Bezeichnung und wichtigster Markenname für den „Schipkakäse“ (Salzlakenkäse) verwendet. Ferner war Schipka eine in der Sowjetära produzierte Zigarettenmarke. Auch Hotels tragen den Namen Schipka – meist in der engl. Schreibweise Shipka.
Der kleine, ehemalige Sofioter Fußballclub Schipka Sofia und ein Mehrzweckstadion in Assenowgrad tragen den Namen.  
Starkwüchsige Sorten des immergrünen Strauchs Lorbeerkirsche (Prunus laurocerasus) erhielten die wissenschaftliche Herkunftsbezeichnung von Schipka: Schipkaensis bzw. Schipkaensis Macropylla und Schipka Holland.
Schipka-Pass bezeichnet ein Brettspiel bzw. Laufspiel für mehrere Mitspieler.

### Schipkapass, geographische und andere Bezeichnungen
Die Freiheitskämpfe auf dem Balkan wurden in anderen Ländern zum Anlass für offizielle und inoffizielle Ortsbezeichnungen von Gebirgspässen, Straßen oder enge Passagen.
- Der Asteroid (2530) Shipka erhielt seinen Namen hundert Jahre nach der letzten Schlacht am Schipkapass.
- Der Schịpkipass ist ein wichtiger, 4694 Meter hoher Pass über den westlichen Himalaya zwischen Himachal Pradesh (Indien) und Westtibet (Volksrepublik China) am Sutlej (Langchhen Khamba).[8]
- Der Shipka Saddle bezeichnet einen 1000 Meter hohen Sattel auf der Livingston-Insel in der Antarktis. Das vergletscherte Tal ist Shipka Valley (Shipchenska Dolina) benannt, Namensgeber war 2004 der bulgarische Forscher Lyubomir Ivanov (* 1952).
- Den Namen Shipka erhielt eine sowjetische Militärbasis bei Mukatschewo in der heutigen Ukraine.
- Schipka-passet (Schipkapass) ist der schwedische Name eines Dünenwanderwegs auf der schwedischen Insel Gotska Sandön im Nationalpark Gotska Sandön.
- Der Schipkapass bzw. Schwänkelberg zwischen Dielsdorf ZH und Regensdorf ist mit 465 Metern der höchste Punkt der ehemaligen Bülach-Baden-Bahn, die noch heute in Insiderkreisen Schipkapass-Bahn genannt wird. 1877, zur Zeit der Bahneröffnung, waren die Kämpfe um diesen Pass eine Tagesaktualität.[9]
- In der schottischen Großstadt Glasgow wurde eine schmale Bahnunterführung als Schipka Pass bezeichnet. Die Gegend war ein Kasernenareal, das in den 1870er Jahren aufgelassen wurde. Noch heute befindet sich in der Nähe ein Trödelhändler, der seine Räumlichkeiten unter dem Straßenzug Gallowgate/London street als Schipka-Pass bezeichnet.[10]

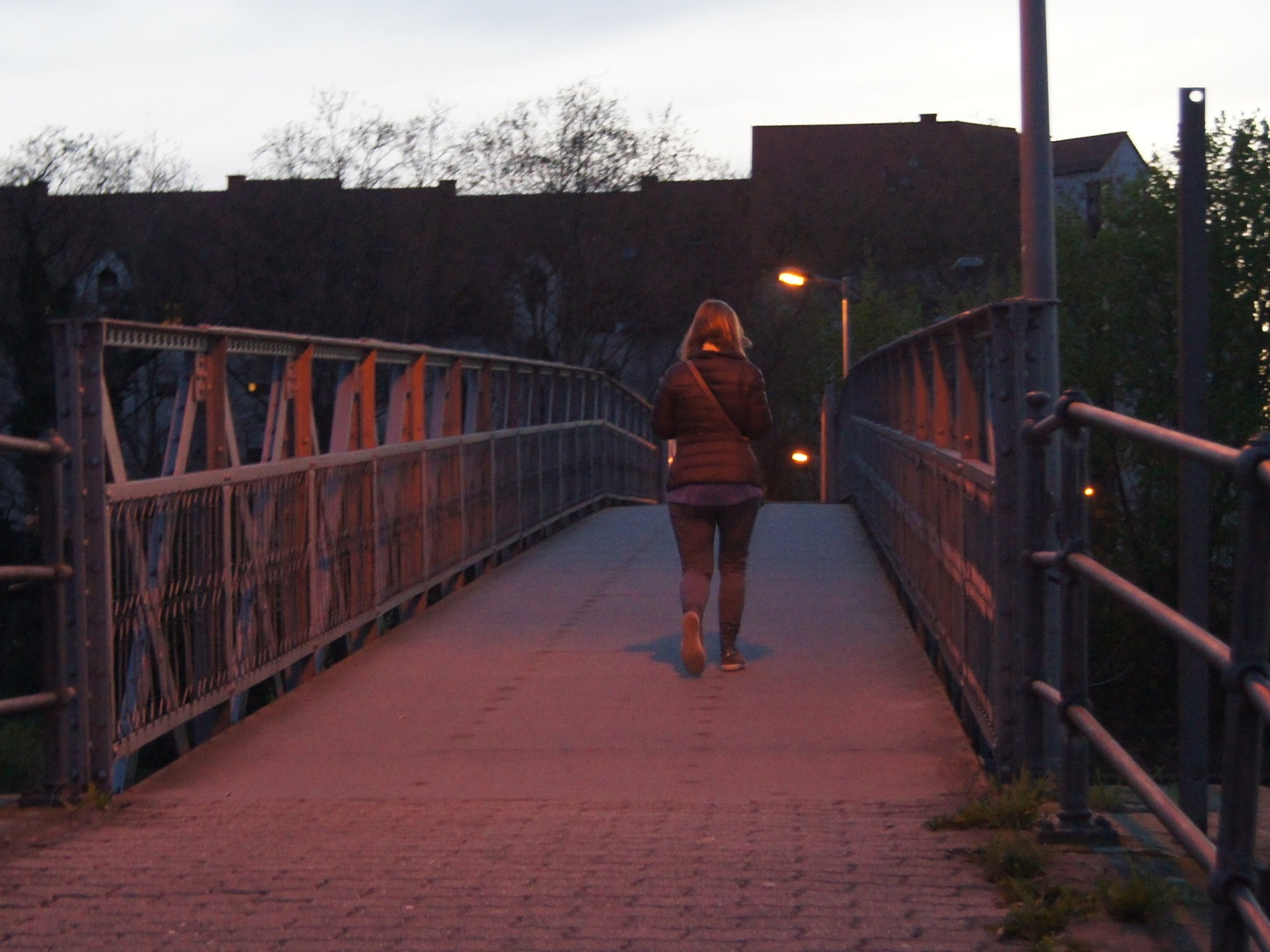
Der Schipkapass in Speyer

- Schipkapass bezeichnet eine inzwischen zurückgebaute Fußgängerbrücke über die Bahnanlagen unweit des Hauptbahnhofs in Speyer.
- Als Schipkapass wurde in Bielefeld die Eisenbahnunterführung an der Arndtstraße bezeichnet;[11] lange Zeit gab es ganz in der Nähe (Arndtstraße Ecke Mercatorstraße) eine Gaststätte gleichen Namens.
- Schipkapass (Annweiler)
- Das Wirtshaus Schipkapaß (tschechisch Šipkapas) war ein Lokal nordwestlich von Prag. Es erhielt seinen Namen von drei deutschen Medizinstudenten, die im Jahr 1877 oder 1878 während des Türkisch-Russischen Krieges in diesem Gasthaus die aktuelle politische Lage besprachen und nach einigen Bieren geographische Übereinstimmungen zwischen dem Standort des Lokales und dem Ort der damals heftig diskutierten kriegerischen Auseinandersetzungen feststellten. Auf dem Rückweg nach Prag entschlossen sich die drei, das Lokal in Studentenkreisen unter dem Namen Schipkapass bekannt zu machen. Die Ruine des Lokals finden sich am heutigen Stadtrand von Prag-Dejvice oberhalb des Šarka-Tales bei der ulice Zlatnice.[12] Der Ruf des Lokals wurde auch durch Lieder …  Am Schipkapaß geht’s lustig zu und … Ja auf dem Schipkapaß (1930) weitergegeben. Studenten könnten in der Folge auch weitere Orte als Schipkapass bezeichnet haben.
- In der hessischen Universitätsstadt Gießen existierte bis zum Jahr 2009 in einem trotz Krieg bis heute unversehrten Fachwerkgebäude das Brauereigasthaus Zum Schipkapass. Unklar ist, ob der Name etwas mit dem hier beschriebenen Pass zu tun hat.[13] Möglicherweise ist der Name von der engen Gasse, in der die Gaststätte liegt, abgeleitet. Durch zusätzlich auf der Gasse stehende Bestuhlung der anliegenden Betriebe wurde sie für die Passanten zu einem „Schipkapass“.
- In Linz am Rhein erhielt eine Seitenstraße der Mühlengasse den Namen Schipkapass. Der Ort war ein traditionelles Ausflugsziel vieler Studentenverbindungen.[14]

## Medien

### Filmografie
- Es gibt einen im Auftrag der sowjetischen Filmgesellschaft im Jahr 1954 hergestellten vierteiligen Film, der die Kämpfe am Schipkapass in einer Filmhandlung glorifiziert, schließlich spielten die Russen hier eine bedeutende Rolle bei der Befreiung Osteuropas von der Türkenherrschaft: Die Helden vom Schipkapass (Геройте на шипка);
- Unter dem Titel Entscheidung am Schipkapass findet sich ein weiterer Film, der als Koproduktion Bulgarien – Sowjetunion im Jahr 1978 gedreht wurde.

### Belletristik
- Adda von Liliencron: Wera Paulowna oder die Entscheidung im Schipka-Paß. Christlicher Zeitschriftenverlag, Berlin 1896.
- Iwan Wasow: Die Landwehrsoldaten auf Schipka. Im Poem Epopöe der Vergessenen.
- Karl Hans Strobl: Der Schipkapaß. (Studentenroman). Berlin 1908; Wien 1914.